# ウェスティングハウス J30
ウェスティングハウス J30, 当初の名称はウェスティングハウス 19XBはウェスティングハウス アヴィエーション・ガスタービン・ディヴィジョンによって開発されたアメリカ合衆国で初めて独自に設計されたターボジェットエンジンであり、またドイツ以外で世界で2番目となる現在の主流である軸流式圧縮機を備えたターボジェットエンジンでもある。
単純で堅牢な6段圧縮機、アニュラ型燃焼器と単段タービンで構成され、推力は当初1,200 lbfだったが後に増強され、量産段階では1,600lbfになった。最初の飛行は1944年1月にFG コルセアに懸架された状態で飛行した。続いて開発されたより小型のJ32と成功した拡大型のJ34は推力3,000lbfを出した。

## 派生型
19A
試作機であり先行量産型でもある
19B
流量が増強され海面高度で1,400 lbf (6.23 kN) 18,000 rpm 回転時
J30-WE-20
量産型 推力1,600 lbf (7.1 kN)

## 搭載機
- コンベア XF-92
- マクドネル FH ファントム
- ノースロップ XP-79
- ノースロップ X-4 Bantam

## 仕様諸元 (ウェスティングハウス 19A)
一般的特性
- 形式: 軸流式ターボジェットエンジン
- 全長: 100 in (2,540.0 mm), 19B 104.5 in (2,654.3 mm)
- 直径: 19 in (482.6 mm)
- 乾燥重量: 830 lb (376.5 kg), 19B 809 lb (367.0 kg)

構成要素
- 圧縮機: 6段軸流式
- 燃焼器: アニュラ型 ステンレス鋼
- タービン: 単段軸流式
- 使用燃料: 100/130 ガソリン
- 潤滑システム: 40 psi (275.8 kPa)で加圧噴射するドライサンプ式, 60 S.U. secs (10.2 cs) (AN-0-6A) グレードの潤滑油

性能
- 推力: 海面高度で1,360 lbf (6.05 kN) 18,000 rpm 回転時, 海面高度で19B 1,400 lbf (6.23 kN) 18,000 rpm 回転時
- 全圧縮比（英語版）: 3:1
- 空気流量: 26.5 lb (12.02 kg) /秒 17,000 rpm 回転時, 19B 30 lb (13.61 kg) /秒 18,000 rpm 回転時
- タービン入口温度: 1,500 °F (816 °C)
- 燃料消費率: 1.35 lb/lbf/hr (137.6 kg/kN/hr), 19B 1.28 lb/lbf/hr (130.48 kg/kN/hr)
- 推力重量比: 1.639 lbf/lb (0.016 kN/kg), 19B 1.724 lbf/lb (0.0169 kN/kg)
  - 通常静止推力: 海面高度 1,160 lbf (5.16 kN) 18,000 rpm 回転時, 19B 海面高度1,170 lbf (5.20 kN) 17,000 rpm 回転時
  - ミリタリー推力, 飛行時: 高空660 lbf (2.94 kN) 17,200 rpm 回転時, 19B 高空525 lbf (2.34 kN) at 18,000 rpm 回転時
  - 通常推力, 飛行時: 高空570 lbf (2.54 kN) 16,260 rpm 回転時, 19B 高空465 lbf (2.07 kN) 17,000 rpm 回転時

出典: 